# Христо Никифоров
Христо Никифоров (болг. Христо Никифоров; нар. 2 лютого 1855, Ловеч — пом. 20 квітня 1918, Ловеч) — болгарський політик.

## Біографія
Народився 2 лютого 1855 року в місті Ловеч. Початкову освіту здобував у рідному місті з Ніколою Ковачовим, а потім в Плевені (до кінця 1869 року). Закінчив училище у Відні (1870-1872) та економічний факультет у Німеччині (1875), після чого повертається до Болгарії і займається торгівлею.
Під час Російсько-турецької війни (1877—1878) генерал-майор Пьотар Паренсов призначив його до себе на службу в Ловеч. Брав участь у політичному житті як член Ліберальної партії та після розколу Прогресивної ліберальної партії. Був обраний депутатом Національних Зборів (1893).